# Paolo Cavara
Paolo Cavara (Bolonya, 4 de juliol de 1926 – Roma, 7 d'agost de 1982) va ser un guionista i director de cinema italià, creador al costat de Franco Prosperi i Gualtiero Jacopetti del gènere cinematogràfic mondo.

## Biografia
La seva activitat com a documentalista va començar als anys cinquanta, quan encara estudiava arquitectura a la Universitat de Florència. La professió va sorgir de l'activitat paral·lela de pescador i operador submarí i va rebre el seu primer reconeixement públic amb l'expedició pionera a l'illa de Ceilan l'any 1951, realitzada juntament amb Carlo Gregoretti i Franco Prosperi. Més tard va aconseguir fer una quarantena de documentals arran d'expedicions científiques o pel seu compte. A partir de 1957 va ser assistent de direcció de Giorgio Moser per a la primera sèrie documental de televisió nacional La nostra terra e l'acqua (entre d'altres: Il ragazzo del risciò, Bali, Il pastore e la ballerina, 20.000 chilometri) i el seu corresponsal a Indonèsia i les Maldives. Durant aquest mateix període també va adquirir una mica d'experiència com a ajudant de direcció de llargmetratges per a directors estatunidencs (com John Huston i Henry Hathaway), entre ells Timbuctu, La comtessa descalça, i The Naked Maja del 1958 de Henry Koster.
A principis dels anys 60 va entrar en contacte amb Angelo Rizzoli per a qui va crear com a autor i director, amb Gualtiero Jacopetti i Franco Prosperi Mondo Cane (1962) i  La donna nel mondo (1963). Originalment era una única pel·lícula que després es va dividir en dos, a causa de l'enorme quantitat de material que va produir. Mondo Cane va ser considerat el primer documental impactant i ràpidament va fer la volta al món. Entre les millors coses que va concebre i va crear hi ha les escenes parisenques, les maquetes d'Yves Klein pintades de blau, les catacumbes amb els frares caputxins, la caça de taurons. Es va especialitzar en documentals provocadors i escandalosos que van tenir un gran èxit en aquells anys, però també va ser previsor a l'hora d'entendre la deriva cap al "trash" del gènere "mondo" dictat per necessitats cada cop més comercials. Va fer el pas correcte continuant la seva activitat sense col·laboradors al seu costat, que va abandonar per voluntat pròpia, i va decidir dedicar-se a un cinema més personal i qualificat, però sempre en nom de la continuïtat estilística.
Després d'algunes escenes no acreditades realitzades per a Mondo cane 2, van seguir I malamondo (1964), una investigació sobre joves rebels durant el boom econòmic (més d'una pel·lícula d'investigació que d'una pel·lícula de mondo), i el 1967 L'occhio selvaggio, una obra majoritàriament autobiogràfica, sobretot pel que fa a la crítica als mètodes utilitzats fins aleshores per filmar documentals d'impacte que van tenir una gran repercussió en el públic (Tonino Guerra i Alberto Moravia van contribuir al guió); una pel·lícula fascinant sobre l'ambigüitat que uneix periodistes, realitat i càmera, i una alta expressió del metacinema. Va ser nominada al 5è Festival Internacional de Cinema de Moscou (amb gran èxit de públic) i simultàniament va guanyar el Festival de Cinema d'Atlanta. La següent pel·lícula, La cattura (1969) ) tracta el tema de l'amor negat ja present a la pel·lícula anterior, i és una paràbola sobre l'absurd de la guerra protagonitzada per David McCallum i Nicoletta Machiavelli. La pel·lícula va participar en la 30a Mostra Internacional de Cinema de Venècia.
En els anys següents, després d'haver dirigit la segona unitat de Les aventures d'en Gerard de Jerzy Skolimowski, Cavara es va dedicar a pel·lícules més comercials, que van tenir molt d'èxit, tant de públic com de crítica, sobretot amb dues pel·lícules gialli,  La tarantola dal ventre nero del 1971 i E tanta paura, del 1976. El primer seguia els cànons argentians tot movent les escenes en estil documental. El segon (amb la contribució de Bernardino Zapponi a l'argument i al guió) s'allunyava dels cànons esmentats adoptant una perspectiva crítica i grotesca del tot inusual. Després d'un western picaresc centrat en el tema de l'amistat, Los amigos (1973) (amb Anthony Quinn i Franco Nero), més atent a la psicologia dels personatges i al ritme lent del cinema estatunidenc que a les escenes d'acció "rutinàries" dels espaguetis italians, Cavara va dirigir Turi Ferro a Virilità (1974) i Il lumacone (1975): una comèdia amb tons grotescos (més en la línia de Germi que de Malizia de Samperi), la primera; el segon és un experiment poètic personal (treballat en col·laboració amb Ruggero Maccari).
A partir de la segona meitat dels anys setanta Cavara va iniciar una relació continuada amb la Rai que va continuar fins al 1982 (prèviament el 1973 havia signat per a l'empresa pública una sèrie de 7 documentals titulats  L'uomo e la natura, Il delta del Danubio). Després d'altres reportatges signats per a la columna Gulliver de Brando Giordani i Emilio Ravel, va dirigir Atsalut pader (1979) ("Et saludo Pare"), sobre la vida del Pare Lino da Parma: un vell projecte que va madurar després de la lectura freqüent de les obres de Hans Küng. La pel·lícula, escrita amb Lucia Drudi Demby i el crític Enzo Ungari, el porta a abordar el tema de la caritat evangèlica dotant-se d'un intèrpret sensible i especialment inspirat com Gianni Cavina. D'una naturalesa completament diferent és La locandiera (1980) que es manté fidel al text de Goldoni, tot i que se centra en la misogínia i la comèdia ridícula.
En els seus darrers anys, Cavara va treballar principalment per a la televisió, com a director i guionista (amb Lucia Demby i Roberto Lerici) de  Fregoli (1981) (amb Gigi Proietti) i Sarto per signora (1980) (amb Alberto Lionello i Maria Rosaria Omaggio). Entre els seus altres treballs, recordem el guió de Così come sei (1977) dirigida per Alberto Lattuada i la important contribució de la ideació i l'escriptura (amb Demby i Enrico Medioli) al programa de televisió La Bella Otero (1982).
Va morir a la seva casa romana, a causa d'un atac cardíac.

## Filmografia
- Mondo Cane (1961)
- La donna nel mondo (1963)
- Mondo cane 2 (1963) – algunes escenes, no acreditat
- I malamondo (1964)
- Witchdoctor in Tails (1966)
- L'occhio selvaggio (1967)
- La cattura (1969)
- La tarantola dal ventre nero (1971)
- Los amigos (1972)
- L'uomo e la natura. Il delta del Danubio (1973)
- Virilità (1974)
- Il lumacone (1975)
- E tanta paura (1976)
- Atsalut pader (1979)
- La locandiera (1980)
- Sarto per signora (1980)
- Fregoli – minisèrie TV (1981)